# Hộc Luật Tiện
Hộc Luật Tiện (chữ Hán: 斛律羡, ? – 572), tên tự là Phong Nhạc, người bộ tộc Hộc Luật, dân tộc Sắc Lặc ở Sóc Châu ; tướng lĩnh, ngoại thích nhà Bắc Tề trong lịch sử Trung Quốc.

## Sự nghiệp
Tiện là con trai thứ của Hàm Dương quận vương Hộc Luật Kim, em trai của Hữu thừa tướng, Tịnh Châu thứ sử Hộc Luật Quang.
Tiện từ nhỏ đã có tính cơ cảnh, giỏi cưỡi ngựa bắn cung, được Cao Hoan khen ngợi. Tiện được Cao Trừng cất nhắc làm Khai phủ tham quân sự. Được thăng Chinh lỗ tướng quân, Trung tán đại phu, gia An tây tướng quân, tiến phong Đại Hạ huyện tử, nhận chức Thông Châu thứ sử. Cao Dương kiến lập nhà Bắc Tề, được tiến hiệu Chinh tây, riêng phong Hiển Thân huyện bá.
Năm Hà Thanh thứ 3 (564), được chuyển làm Sứ trì tiết, Đô đốc U, An, Bình, Nam, Bắc Doanh, Đông Yên 6 châu chư quân sự, U Châu thứ sử. Mùa thu năm ấy, 10 vạn quân Đột Quyết xâm phạm, Tiện thống lãnh chư tướng chống lại. Người Đột Quyết thấy quân Tề rất kỷ luật, không dám đánh sai sứ xin nạp khoản. Tiện lo bọn họ lừa dối, đòi triều cống, vì thế quân Đột Quyết lui chạy. Tháng 5 Âl mùa hạ năm Thiên Thống đầu tiên (565), Mộc Hãn khả hãn của Đột Quyết sai sứ vào triều, từ đây triều cống hằng năm không dứt. Có chiếu gia Tiện làm Hành đài bộc xạ.
Tiện cho rằng người phương bắc nhiều lần xâm phạm, sửa sang để phòng bị là không thừa, từ phía đông Khôi Đôi thú đến bể, có hơn 2000 dặm đường núi khúc khuỷu, cứ 200 dặm thì chọn nơi hiểm yếu, hoặc xẻ núi đắp thành, hoặc chẹn hang xây tường, còn đặt đồn thú hơn 50 chỗ. Lại khơi sông Cao Lương về phía bắc đến Dịch Kinh, về phía đông gặp sông Lộ, nhân đó lấy nước tưới ruộng. Việc vận tải nhu yếu ra vùng biên hàng năm được chuyển sang dùng đường thủy, thành ra công – tư đều lợi. Tháng 6 ÂL năm ấy, cha mất nên rời chức, cùng anh trai Quang được khởi dụng cùng lúc, trở về trấn thủ vùng Yên, Kế.
Năm thứ 3 (567), được gia Đặc tiến. Năm thứ 4 (568), được thăng Hành đài thượng thư lệnh, riêng phong Cao Thành huyện hầu.
Tiện phụng sự mấy đời hoàng đế, được tiếng là cẩn thận ngay thẳng, tuy rất được vinh hiển sủng ái, nhưng không hề kiêu căng trịch thượng. Cho rằng cả nhà được giàu sang quá lắm, rất lấy làm lo lắng. Năm Vũ Bình đầu tiên (570), bèn dâng thư xin giải chức, có chiếu không cho. Mùa thu năm ấy, được tiến tước Kinh Sơn quận vương.

## Cái chết
Tháng 7 ÂL năm thứ 3 (572), Hộc Luật Quang bị hại, Bắc Tề Hậu Chủ sai Trung lãnh quân Hạ Bạt Phục Ân và hơn 10 người làm Sắc sứ chạy trạm đi bắt ông. Vua Tề lại sai Lãnh quân đại tướng quân Tiên Vu Đào Chi, Lạc Châu hành đài bộc xạ Độc Cô Vĩnh Nghiệp đưa kỵ binh Định Châu đi sau, còn lấy Vĩnh Nghiệp thay chức của Tiện. Bọn Phục Ân đến nơi, người giữ cửa báo rằng mọi người đang lúc cởi giáp nghỉ ngơi, đề nghị đóng cửa thành. Ông nói: "Sắc sứ sao có thể chống lại?" rồi ra gặp. Bọn Phục Ân bắt trói ông, buộc ông tự sát ở nơi làm việc của Trưởng sử. năm con trai Thế Đạt, Thế Thiên, Thế Biện, Thế Tù, Phục Hộ cùng con cháu họ Hộc Luật dưới 15 tuổi được tha.

## Dật sự
Vài ngày trước khi bị hại, Tiện đột ngột lệnh cho con cháu ở châu 5, 6 người, ở độ tuổi từ Phục Hộ trở xuống, đeo xiềng xích vào cổ, cho cưỡi lừa ra khỏi thành, họp cả nhà đến tận cổng thành kêu khóc đưa tiễn, tới chiều thì bọn trẻ quay về. Người trong thành không ai không cảm thấy kinh dị, Hành Yên Quận thái thú Mã Tự Minh rất được Tiện kính trọng, hỏi riêng ông tại sao, Tiện đáp rằng đó là làm lễ để trấn yểm tai vạ.
Vào lúc lâm chung, Tiện than rằng: "Phú quý như vầy, con gái làm Hoàng hậu, con dâu là công chúa, thường có 300 quân để sai khiến, sao mà không bại!?"